# Norwegian Sun
Norwegian Sun  – wycieczkowy statek pasażerski należący do floty Norwegian Cruise Line. Został zbudowany w niemieckiej stoczni Lloyd Werft Meyer Werft w Bremerhaven. Przekazanie do użytkowania odbyło się 1 września 2001 w Bremerhaven.

## Ciekawostki
- Chrzest odbył się 17 listopada 2001 w dość niezwykłych okolicznościach, gdyż w trakcie jednej ceremonii nadano imiona dwóm statkom pasażerskim jednocześnie: Norwegian Star oraz Norwegian Sun. Chrzestnymi zostali prezenterka telewizyjna Brooke Burke, oraz Miss America 2001, Angela Perez Baraquio[2][3].

## Trasy rejsów (2014/16)
W okresie letnim Norwegian Sun najczęściej wypływa z Vancouver, w rejsy na Alaskę, odwiedzając między innymi Juneau, Skagway i Ketchikan, Whittier, Seward.
W okresie zimowym, Norwegian Sun najczęściej wypływa z Tampy lub Miami na Florydzie w rejsy po Morzu Karaibskim i Zatoce Meksykańskiej, odwiedzając między innymi: Cozumel w Meksyku, Roatán, Bay Islands w Hondurasie i Harvest Caye w Belize. Oferowane są też rejsy pomiędzy Florydą a Kalifornią przez Kanał Panamski, oraz rejsy wzdłuż zachodniego wybrzerza Meksyku wyruszające z San Diego.
Od listopada 2015 do kwietnia 2016, Sun odbywa rejsy w Ameryce Południowej pomiędzy chilijskim Valparaíso, a Buenos Aires w Argentynie

## Galeria

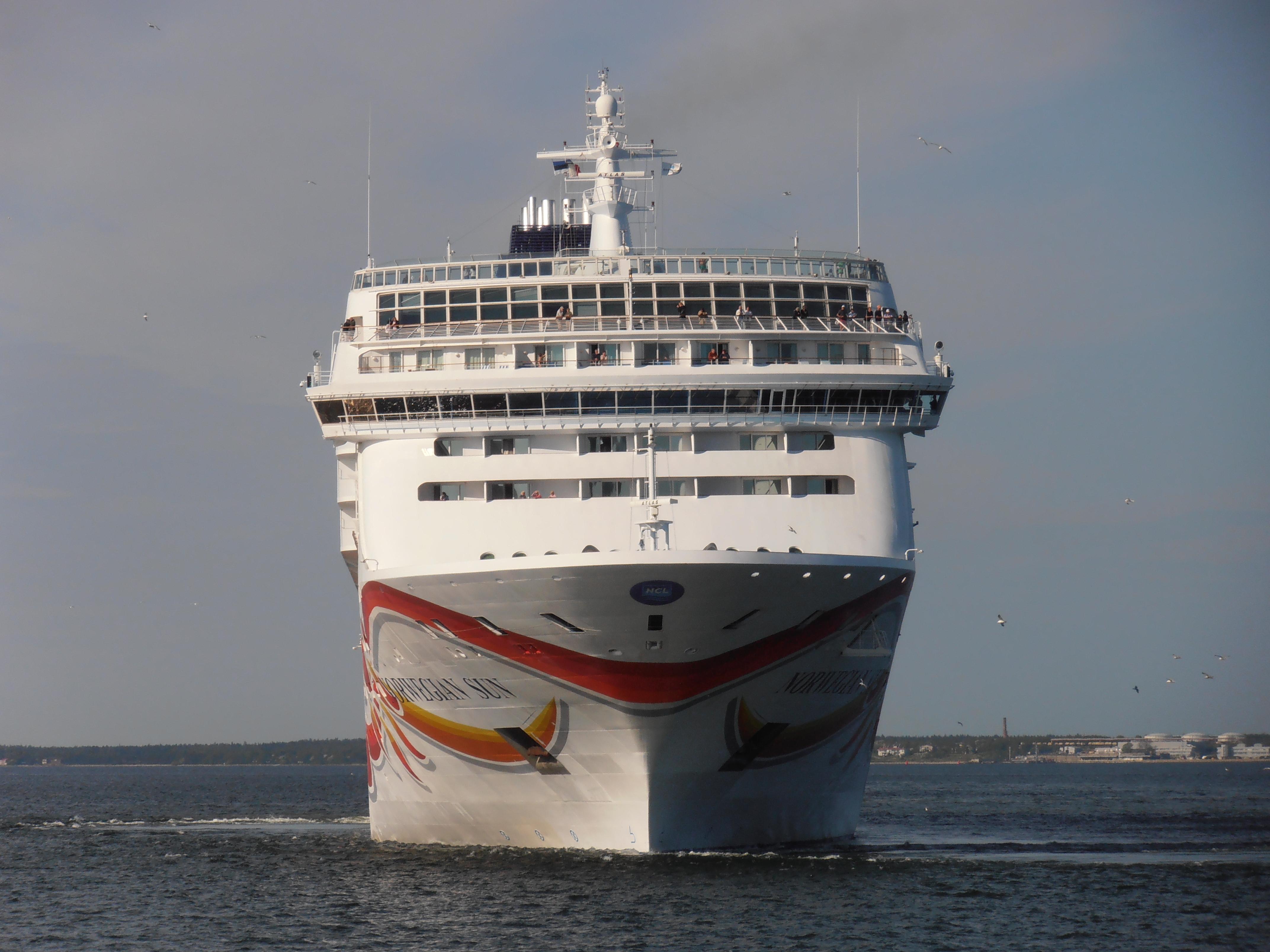
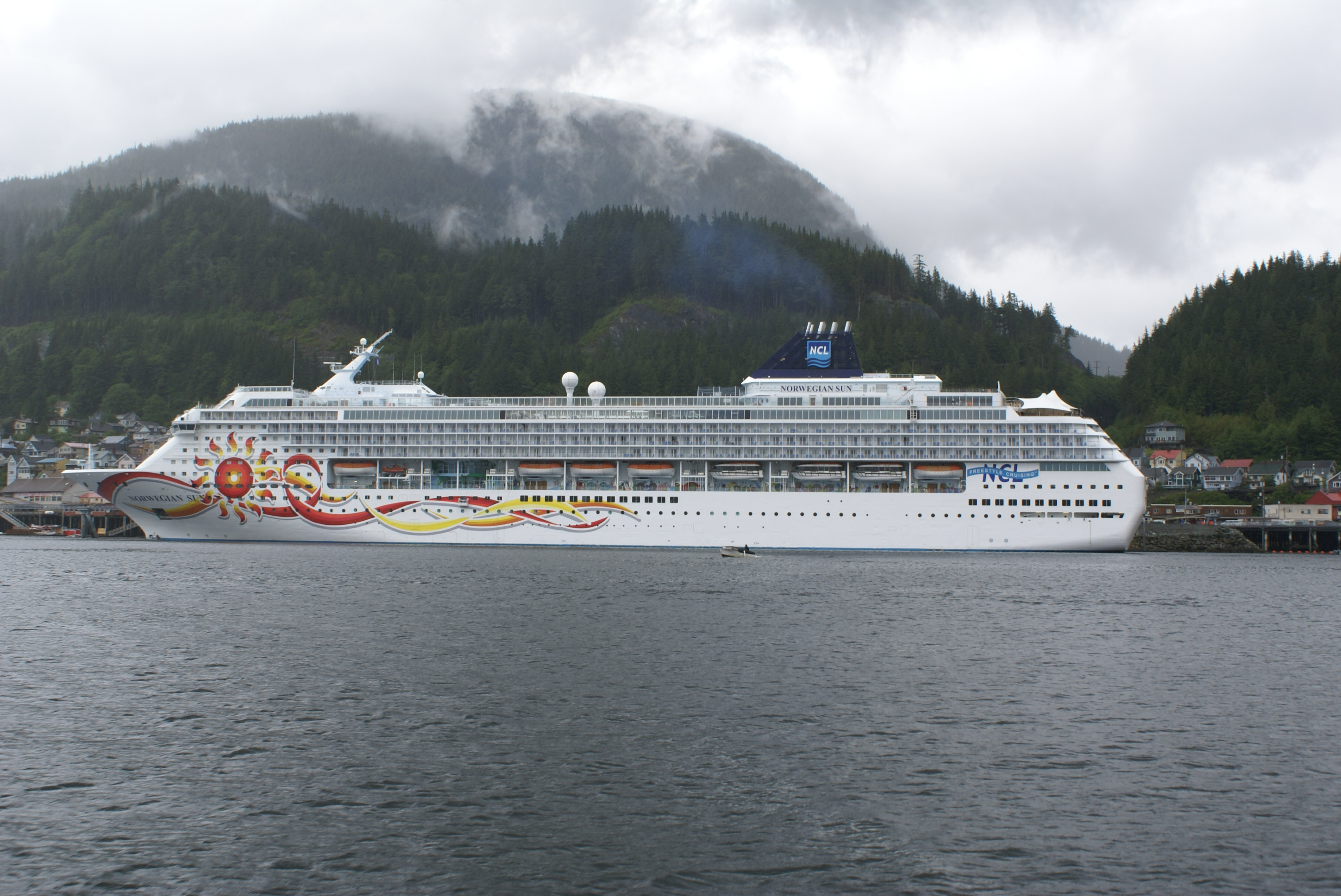
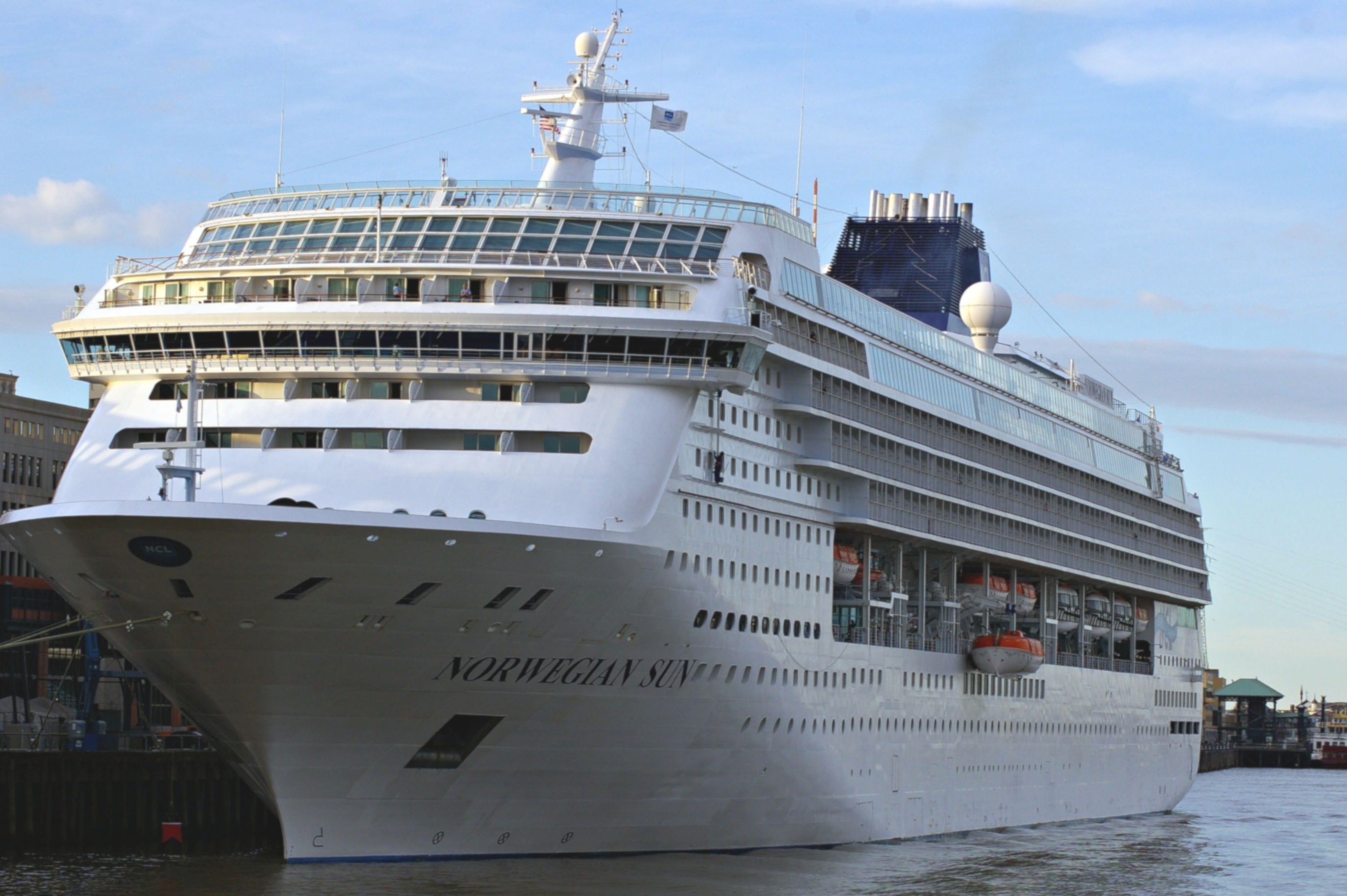
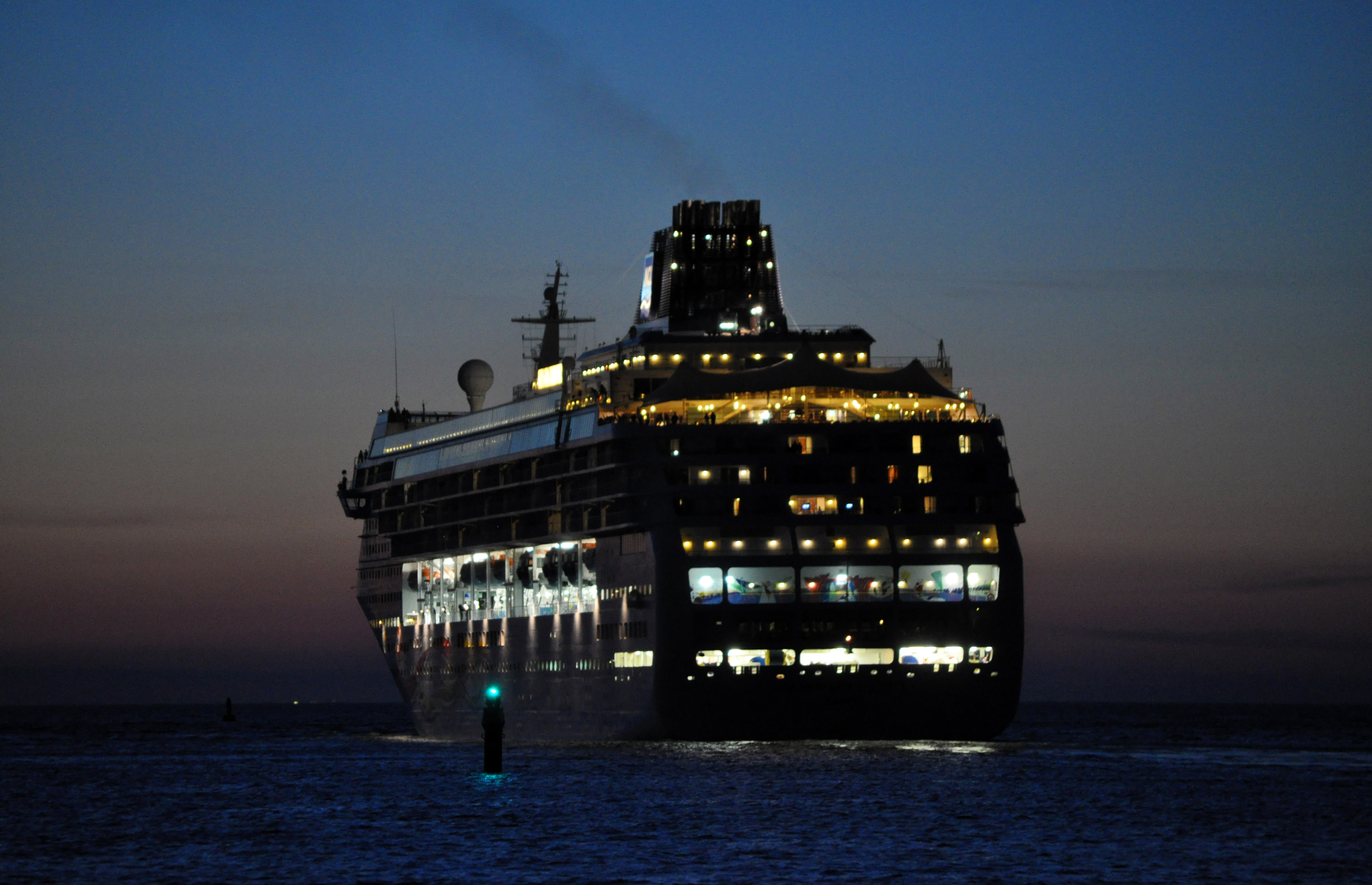
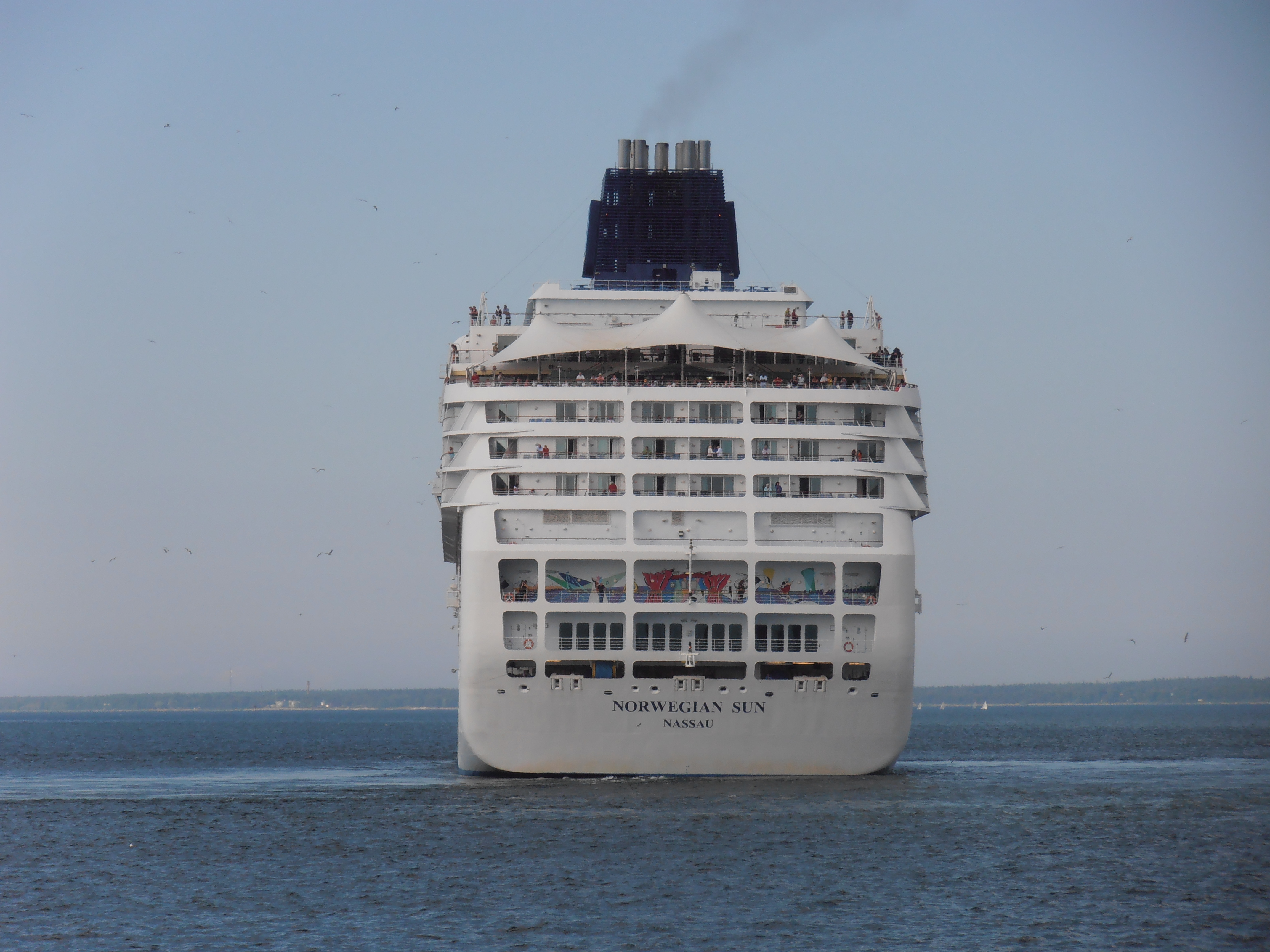
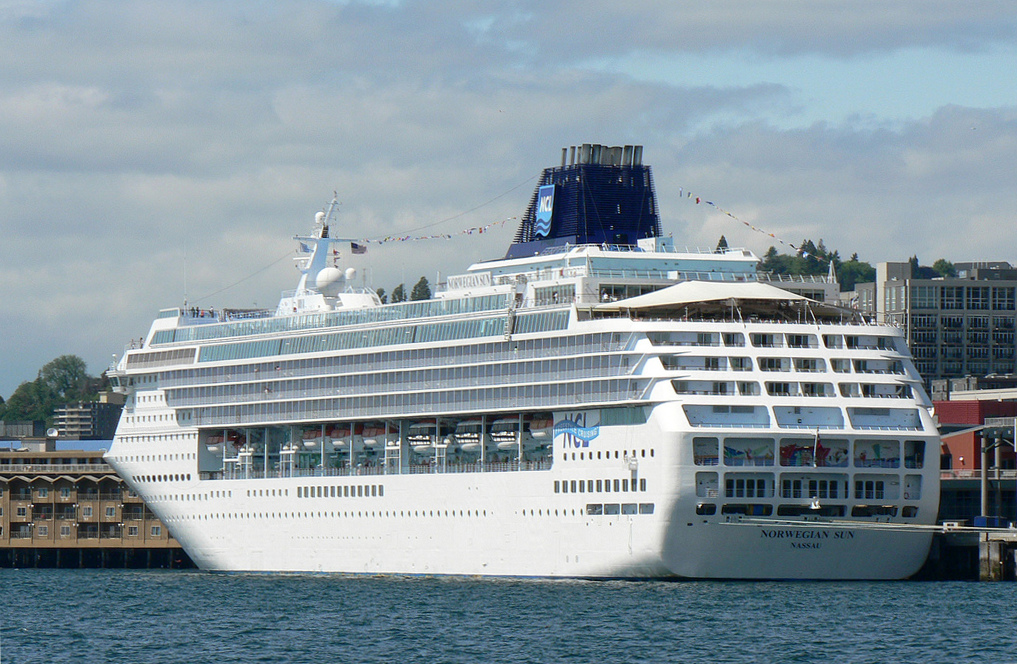
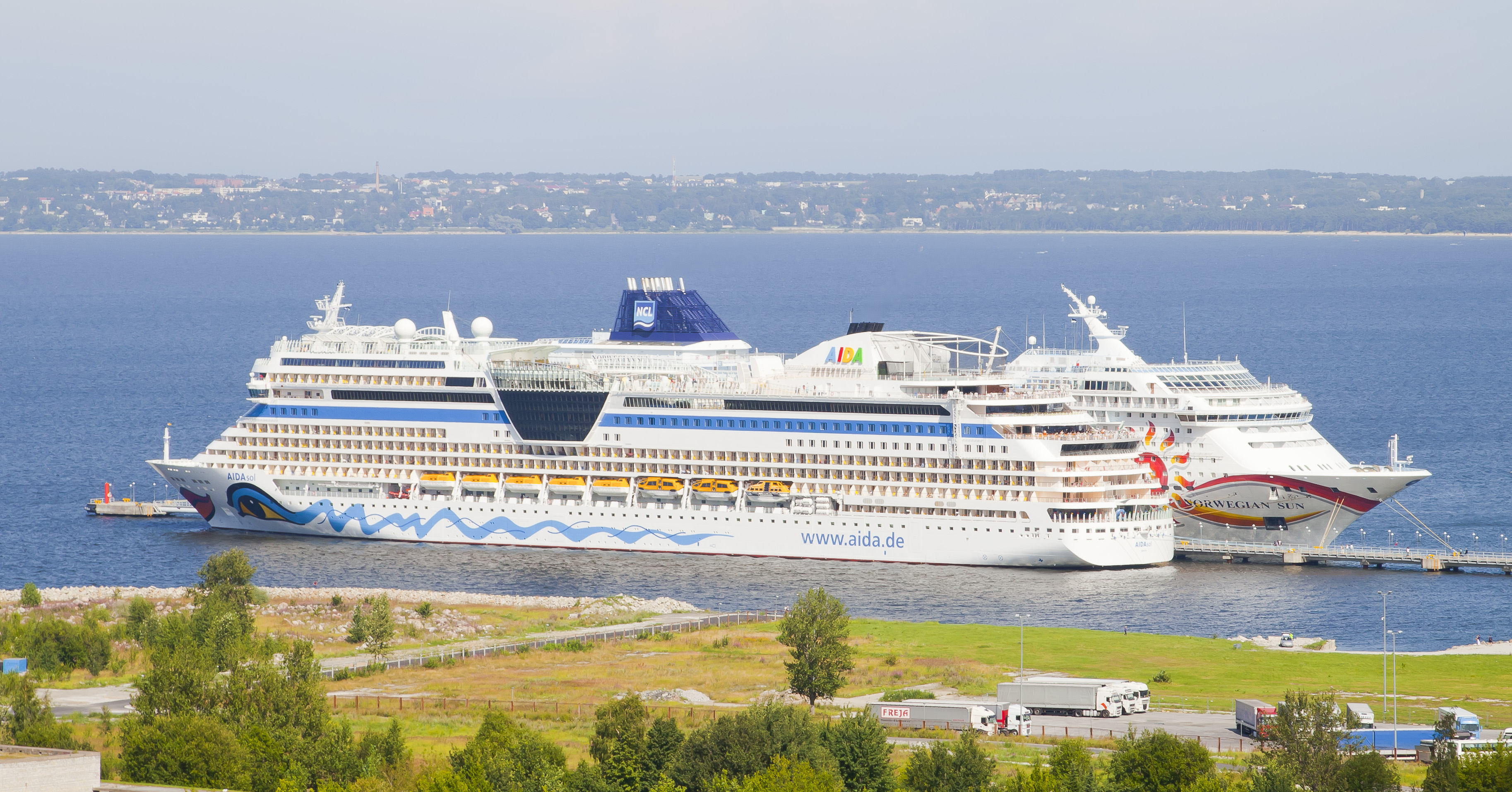